# CableACE Award
Der CableACE Award (ACE steht für Award for Cable Excellence) war eine zwischen 1978 und 1997 vergebene Auszeichnung für US-amerikanische Kabelfernsehproduktionen. Ausgerichtet von der National Cable Television Association war sie eine Gegenveranstaltung zu den Emmy Awards, welche für das Kabelfernsehen keine Preise verlieh. Da ab 1997 auch Emmys für Kabelfernsehproduktionen vergeben werden, wurde die Vergabe des CableACE Awards eingestellt.
Die Preisverleihung wurde meist auf Lifetime oder TBS ausgestrahlt.